# Пастер (станция метро, Милан)
«Пасте́р» (итал. Pasteur) — станция линии M1 Миланского метрополитена. Подземная станция, располагается под бульваром Монца (viale Monza) у его пересечения с улицей Пастер (via Pasteur) на севере Милана.

## История
Станция была открыта в составе первой очереди линии M1 (от станции «Сесто Марелли» до станции «Лотто») 1 ноября 1964 года.

## Особенности
Устройство станции «Пастер» подобно устройству почти всех станций первой очереди: подземное расположение с двумя путями — по одному для каждого направления и двумя боковыми платформами. Над станционным залом находится мезонин, в котором расположены входные турникеты и будка для сотрудников станции.
От станции «Пастер» идёт коридор с соединительной веткой до станции «Каяццо» на линии M2.

## Оснащение
Оснащение станции:
- Эскалаторы
- Аппараты для продажи билетов
- Камеры видеонаблюдения